# Erica praegeri
Erica praegeri är en ljungväxtart som beskrevs av Carl Hansen Ostenfeld. Erica praegeri ingår i släktet klockljungssläktet, och familjen ljungväxter. Inga underarter finns listade i Catalogue of Life.